# NGC 2909
NGC 2909 je dvojna zvijezda u zviježđu Velikom medvjedu (Velikim kolima).

## Vanjske poveznice
- SEDS: NGC 2909